# Castrovalva
A Castrovalva a Doctor Who sorozat 116. része, amit 1982. január 4.–e és január 12.-e  között adtak négy epizódban. Ez volt az Ötödik Doktor első története.

## Történet
A regenerálódó Doktort és társait az őrség elfogja, de egyből Nyssa és Tegan a mentőautót ellopva a Tardis-ba viszi a Doktort, de Andric-t elrabolja a Mester. A Doktor regenerálódása nem úgy halad, ahogy kéne. Először a Tardis Nulla-szobájába vonul, elzárva magát a külvilágtól, majd miután jobban lesz, a misztikus Castrovalva nevű helyre megy, hogy ott segítsenek rajta. De a Mester követi...

## Epizódlista
| Epizódok sorszáma | Bemutató napja   | Hossza | Nézők száma (millió) |
| ----------------- | ---------------- | ------ | -------------------- |
| 1.                | 1982. január 4.  | 24:14  | 9,1                  |
| 2.                | 1982. január 5.  | 24:13  | 8,6                  |
| 3.                | 1982. január 11. | 23:35  | 10,2                 |
| 4.                | 1982. január 12. | 24:12  | 10,4                 |

## Könyvkiadás
A könyvváltozatát 1983. június 16.-n adta ki a Target könyvkiadó. Írta Christopher H. Bidmead.

## Otthoni kiadás
- VHS-n 1992 márciusában adták ki.
- DVD-n 2007. január 29.-n adták ki, a "The New Beggins" nevű dobozban a The Keeper of Traken és a Logopolis című részeket.

### Fordítás
- Ez a szócikk részben vagy egészben  a   Castrovalva (Doctor Who) című angol Wikipédia-szócikk fordításán alapul.  Az eredeti cikk szerkesztőit annak laptörténete sorolja fel. Ez a jelzés csupán a megfogalmazás eredetét és a szerzői jogokat jelzi, nem szolgál a cikkben szereplő információk forrásmegjelöléseként.